# Фонетичний закон
Фонетичний закон (також «звуковий закон») — фундаментальне поняття порівняльно-історичного мовознавства. Фонетичні зміни відбуваються тільки в строго визначених позиціях (P) у даній мові (L) на певному етапі її розвитку (T). Співвідношення між параметрами звукових змін можна виразити за формулою: {\displaystyle L\{{\frac {a>b}{P}}\}T}, де а переходить у b тільки в строгій відповідності P, T, L. Фонетичні закони накладають на компаративістичні студії певні обмеження: 
1. Не можна зіставляти різночасові (T) і різнодіалектні (L) факти звукових змін;
2. При реконструкції звукових змін – строгий механізм їхньої реалізації.

Фонетичний закон не знає винятків. Усілякий видимий відступ від нього має свої причини, які слід з'ясувати (пор. вирівнювання за аналогією). Якщо хоч і відомо обмеження закону або різні мовні та позамовні чинники, що ускладнюють його дію, найважливішим критерієм надійності етимологічного тлумачення слова визнано відповідність цього тлумачення фонетичним законом. Колишні фонетичні закони зберігаються в коренях, основах і афіксах, породжуючи фонетико-морфологічні варіювання, чергування звуків тощо. При цьому варто завважити, що всі факти, які суперечать тому чи тому закону будь-якої мови, можуть з'явитися лише тоді, коли припинилася його дія.